# 808
808（八百八、はっぴゃくはち）は自然数、また整数において、807の次で809の前の数である。

## 性質
- 808は合成数であり、約数は 1, 2, 4, 8, 101, 202, 404, 808 である。
  - 約数の和は1530。
- 90番目の回文数である。1つ前は797、次は818。
  - 3つの回文数の積で表せる16番目の回文数である。1つ前は666、次は848。(オンライン整数列大辞典の数列 A078895)
例．808 = 2 × 4 × 101
- 各位の和が16になる53番目の数である。1つ前は790、次は817。
- 各位の立方和が平方数になる41番目の数である。1つ前は804、次は816。(オンライン整数列大辞典の数列 A197039)
83 + 03 + 83 = 1024 = 322
- 808 = 182 + 222
  - 異なる2つの平方数の和で表せる239番目の数である。1つ前は802、次は809。(オンライン整数列大辞典の数列 A004431)
- 808 = 62 + 142 + 242
  - 3つの平方数の和1通りで表せる127番目の数である。1つ前は800、次は820。(オンライン整数列大辞典の数列 A025321)
  - 異なる3つの平方数の和1通りで表せる155番目の数である。1つ前は800、次は820。(オンライン整数列大辞典の数列 A025339)
- p3 × q の形で表せる37番目の数である。1つ前は783、次は824。(オンライン整数列大辞典の数列 A065036)

## その他 808 に関連すること
- 西暦808年
- 八百八（日本において、かつては、「とても多い!」、というニュアンスを持つ数字であった）
  - 大江戸八百八町。
  - 大阪八百八橋。
  - 八百八は、織田信学の幼名。
  - 八百八は、織田信浮の通称。
  - 八百八（やおはち）は、ありがちな八百屋の名。アニメ版『キテレツ大百科』などに登場。
  - 八百八狸（はっぴゃくやだぬき）- 伊予の妖怪。
- 八百屋の当て字。
- 国際電話番号の808は、ミッドウェー諸島。
- TR-808は、ローランドのリズムマシン。
- 808ステイトは、イギリスのテクノのバンド。
- 電脳都市OEDO808は、小説、アニメなどのメディアミックス作品。
- 808 (バンド)。PENICILLINのO-JIROと元Sleep My DearのYASUMICHA'Nのユニット。
- ハワイ州の市外局番は、808。
- 808nmは、レーザーダイオードの波長の1つ。
- 80.8MHzは、日立市のミニFM局FM Roseoの周波数。
- 横浜ゴムの商用車用タイヤ、｢デリバリースター808｣。
- 808 (Suchmosの曲)。日本のバンド・Suchmosの楽曲。
- 7セグメントディスプレイでの表示で点対称な数である。
- 808 FACTORY - 新日邦が運営している野菜工場。
- 808 Kitchen&Table - たてしな自由農園のレストラン＆ベーカリー
- 808 (ザ・サタデイズの曲) - イギリスのガールズグループ・ザ・サタデイズの楽曲